# Каприоло (коммуна)
Каприоло (итал. Capriolo, ломб. Cavriöl / Cavreöl) — коммуна в Италии, в провинции Брешиа области Ломбардия.
Население составляет 8350 человек (2008 г.), плотность населения составляет 834 чел./км². Занимает площадь 11 км². Почтовый индекс — 25031. Телефонный код — 030.
Покровителем коммуны почитается святой Георгий, празднование 23 апреля.

## Демография
Динамика населения:

## Администрация коммуны
- Официальный сайт: http://www.capriolo.org/